# Aloisie Hrdličková
Aloisie Hrdličková, roz. Krejčí nebo Krejčová (18. února 1891 Milevsko – 24. října 1942 koncentrační tábor Mauthausen), byla spolupracovnice parašutistů z výsadků Anthropoid, Out Distance a Silver A popravená nacisty.

## Život
Aloisie Hrdličková se narodila 18. února 1891 v Milevsku v okrese Písek do rodiny Františka Krejčího a Aloisie Krejčí, rozené Novákové. Byla vyučenou švadlenou. Za protektorátu ovdověla, její manžel Antonín Hrdlička zemřel začátkem 40. let. Se synem Jiřím Hrdličkou (nar. 24. prosince 1922) bydlela v Plzni na Klatovské třídě 1600/78 ve čtvrtém poschodí.

## Spolupráce s parašutisty
Antonie Hrdličková se znala s Karolínou Královou a jejím manželem Ing. Františkem Králem, kteří před válkou do roku 1939 bydleli ve stejném domě a poschodí na Klatovské třídě v Plzni. Poté se přestěhovali do Prahy a v odboji fungovali jako kurýři mezi Prahou a Plzní. Karolína Králová byla sestra Marie Moravcové, významné pražské spolupracovnice parašutistů. V rámci příprav operace Canonbury poskytla Karolína Králová kontakt na Aloisii Hrdličkovou.
Od 17. dubna 1942, kdy Jozef Gabčík a Jan Kubiš s dalšími parašutisty přijeli kvůli akci Canonbury do Plzně, bydleli až do 26. dubna 1942 v bytě u Aloisie Hrdličkové a jejího syna Jiřího. Syna Jiřího Aloisie Hrdličková poslala v té době bydlet k sousedům Smolovým, aby se s výsadkáři nepotkal a nevystavila ho tak nebezpečí. O pobytu parašutistů ale evidentně věděl.
Po nezdaru celé operace se parašutisté přesunuli zpět do Prahy, kde 27. května 1942 Gabčík s Kubišem provedli útok na Reinharda Heydricha.

## Zatčení, smrt
Po zradě Karla Čurdy, který se sám přihlásil na gestapu 16. června 1942, se rozpoutala vlna zatýkání a výslechů. Aloisie Hrdličková a její syn Jiří byli zatčeni mezi prvními, již 17. června 1942. Z policejní vazby v Praze byli posláni do Malé pevnosti Terezín a v nepřítomnosti dne 29. září 1942 odsouzeni stanným soudem k trestu smrti. Dne 22. října 1942 je čekal transport do koncentračního tábora Mauthausen, kde byla Aloisie popravena zastřelením 24. října 1942 v 10.14 hod. a syn Jiří v 16.00 hod.
Podle výpovědi souseda Hrdličkových, pana Richarda Smoly (nar. 3. června 1930 Plzeň), bydlel poté v bytě po Hrdličkových na Klatovské třídě Rudolf Glasl (nar. 7. června 1903), příslušník gestapa v Plzni.

## Připomínky
- Její jméno (Hrdličková Aloisie roz. Krejová *18. 2. 1891)[pozn. 1] i jméno jejího syna (Hrdlička Jiří *24. 12. 1922) je uvedeno na pomníku při pravoslavném chrámu svatého Cyrila a Metoděje (adresa: Praha 2, Resslova 9a). Pomník byl odhalen 26. ledna 2011 a je součástí Národního památníku obětí heydrichiády.[7][8]
- Její jméno a jméno jejího syna je uvedeno na pamětní desce v Plzni, Klatovská třída 1600/78. Na desce je nápis: "V tomto domě žili obětaví členové odboje / Aloisie HRDLIČKOVÁ / Jiří HRDLIČKA / Karolína KRÁLOVÁ / Ing. František KRÁL / Poskytli pomoc výsadkům ANTHROPOID, SILVER A a OUT DISTANCE".[9]
- Jména Aloisie Hrdličkové a jejího syna Jiřího jsou uvedena na pomníku obětem 1. a 2. světové války ve Vodňanech, v Zeyerových sadech, na postranní desce vlevo s nápisem OBĚTI NACISMU ZA II. SVĚTOVÉ VÁLKY 1939-1945.[10]

## Galerie

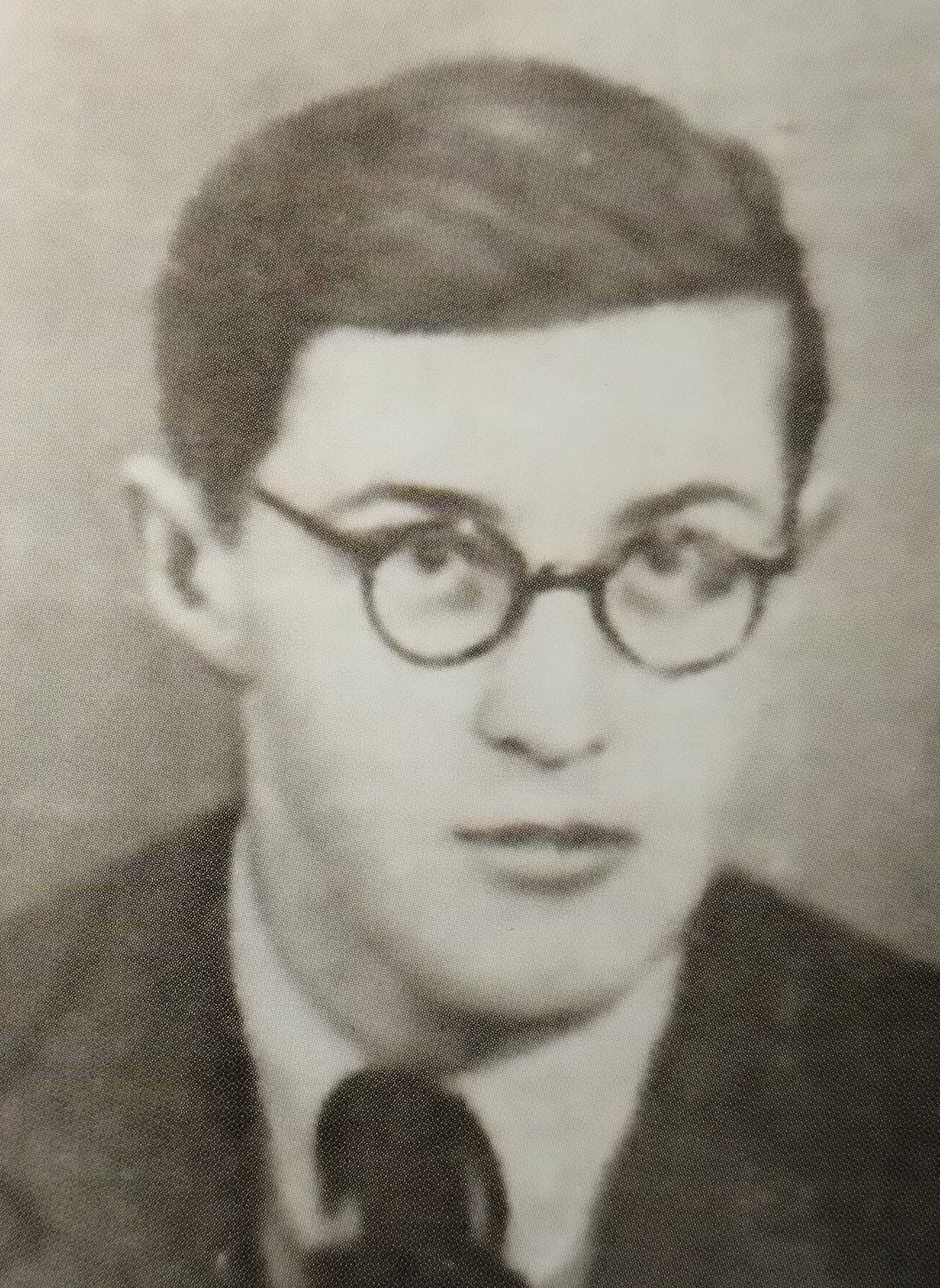
Syn Jiří Hrdlička
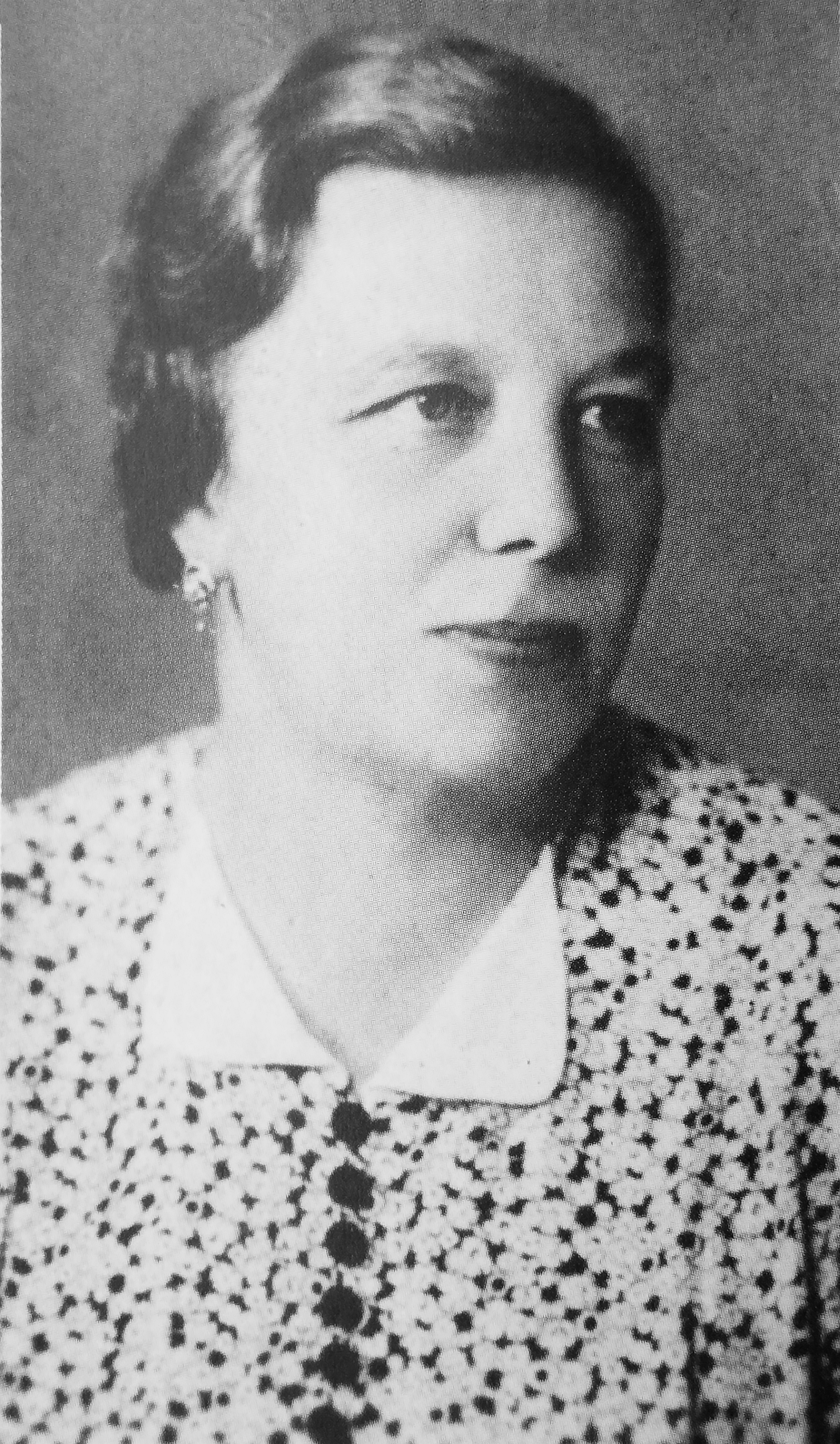
Karolína Králová
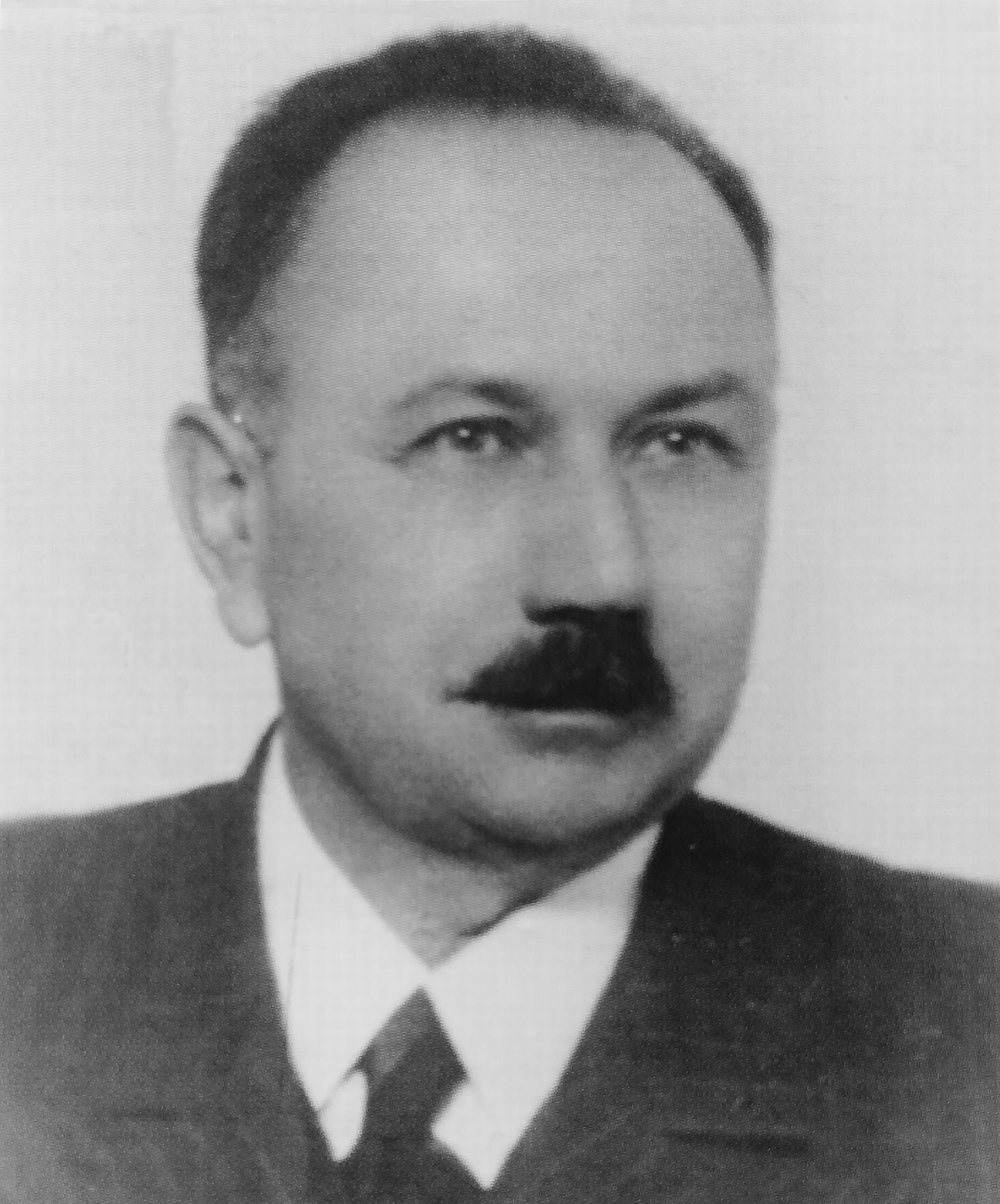
František Král
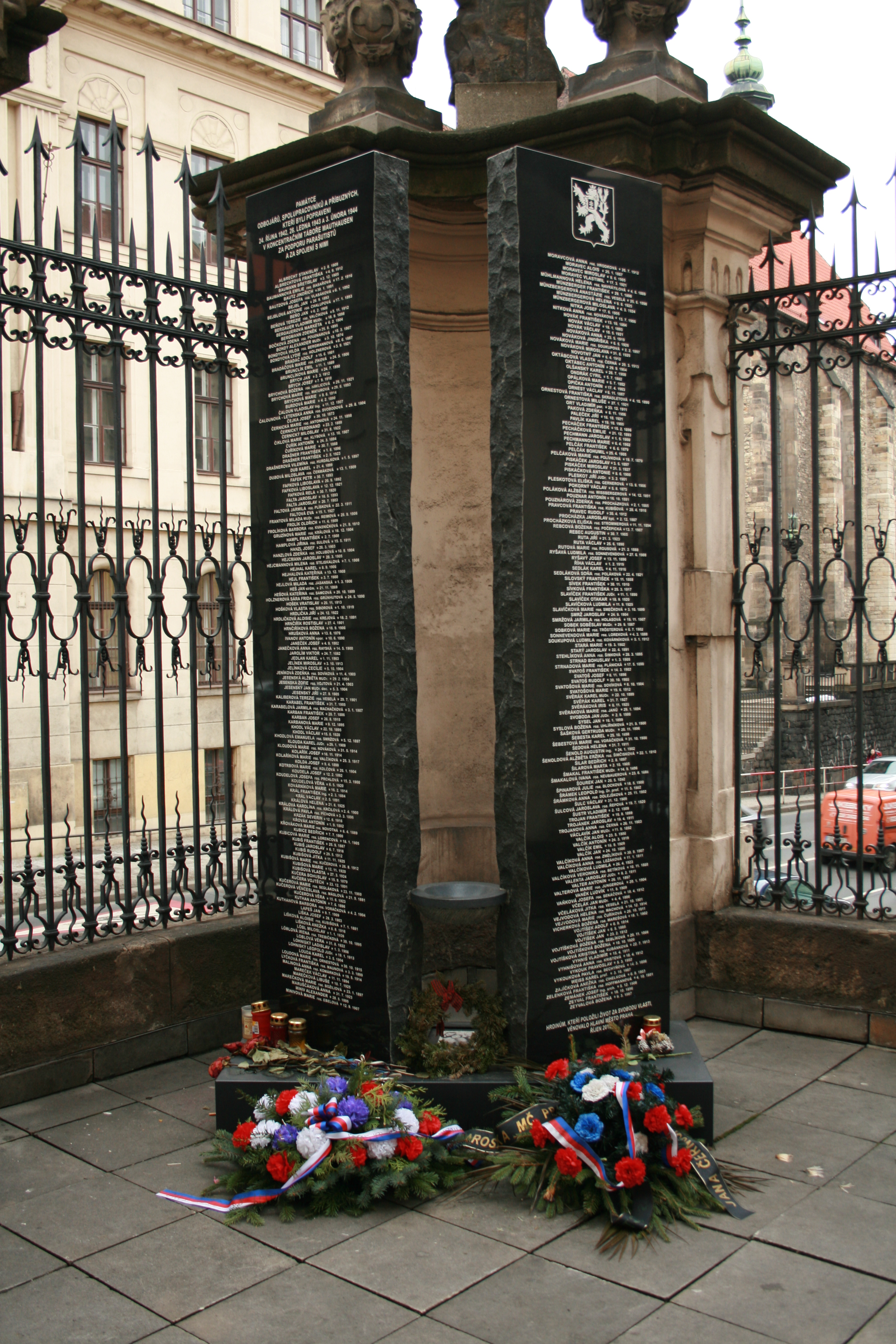
Pomník spolupracovníků parašutistů a jejich rodinných příslušníků na terase kostela sv. Cyrila a Metoděje v Resslově ulici v Praze
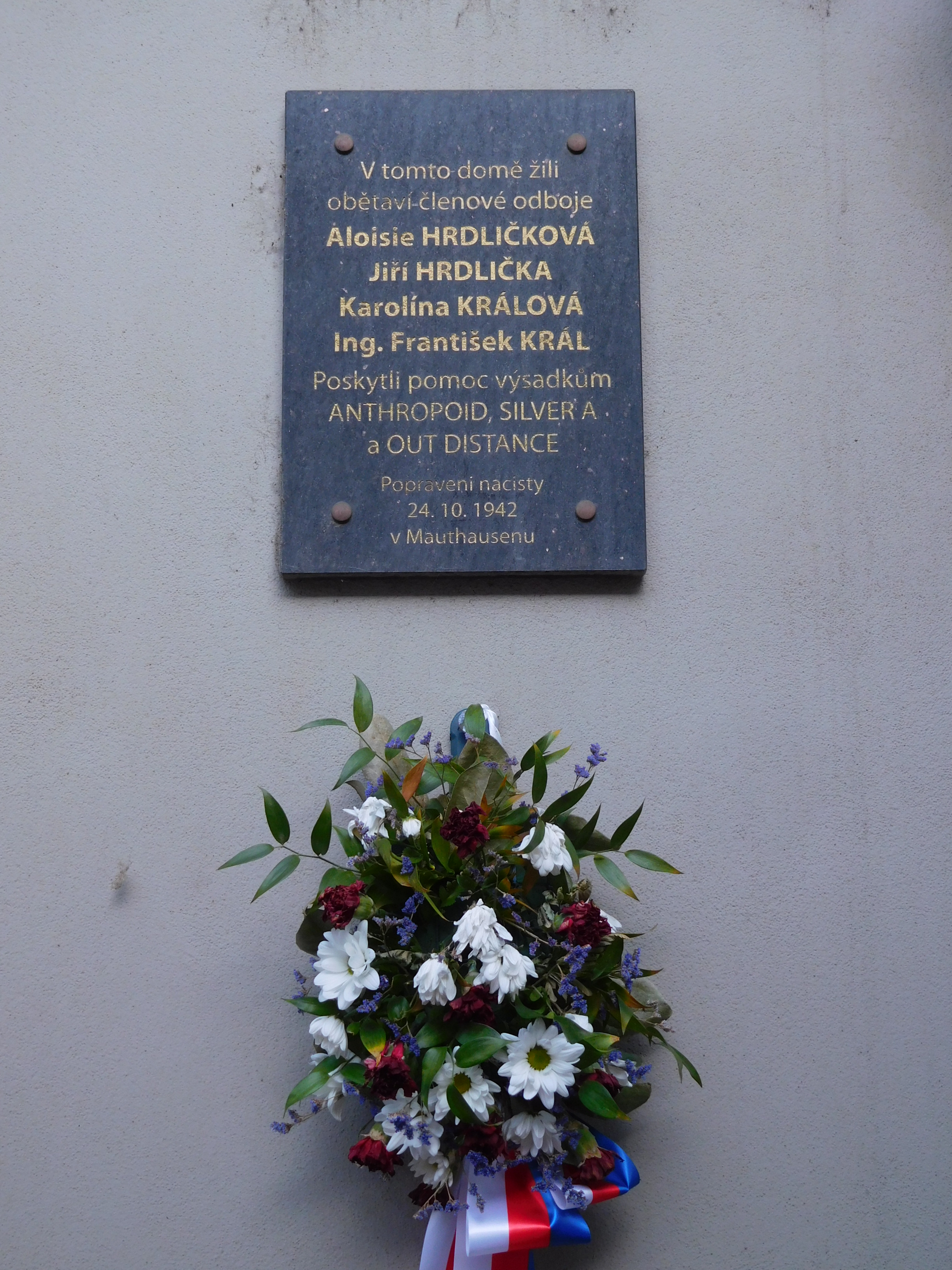
Pamětní deska na domě, kde Aloisie Hrdličková bydlela se synem – Klatovská třída 1600/78, Plzeň
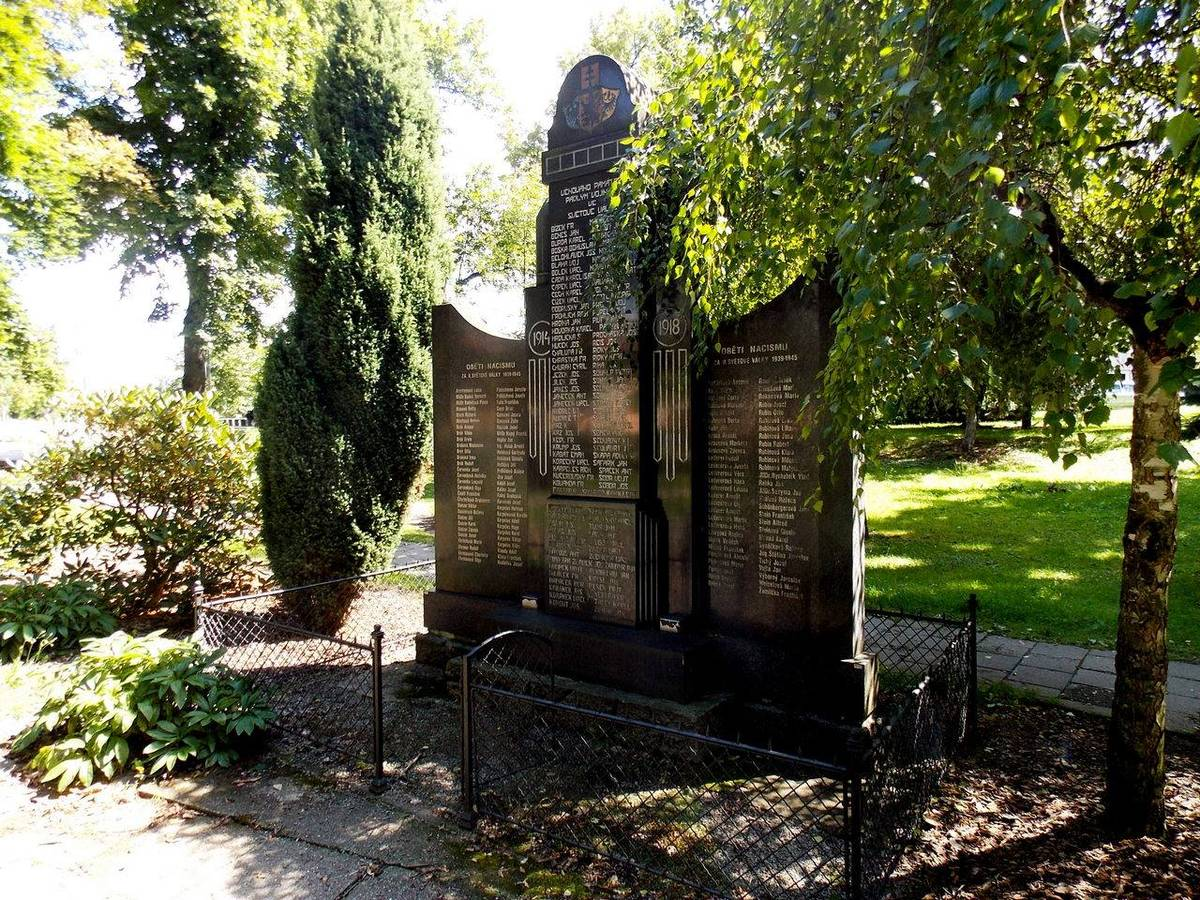
Pomník padlým v 1. a 2. světové válce ve Vodňanech